# Купальница
Купа́льница (лат. Tróllius) — род многолетних травянистых растений из семейства Лютиковые (Ranunculaceae). Наиболее близок к роду — Калужница, которая способна расти прямо в воде.
Представители рода имеют обширный ареал в северном полушарии, произрастают на территории Европы, Азии и в Северной Америке.
В Западной Европе купальницы в основном горные растения. На территории Восточной Европы они типичные растения лугов, речных долин, лесных полян. В Азии они распространены практически по всему материку, кроме южных его частей. В Северной Америке от Тихого до Атлантического океана встречаются всего два вида купальниц.

## Название
Происхождение научного названия рода точно неизвестно. Возможно, латинское название произошло от нем. Trollblume, что можно перевести как «Цветок троллей». Согласно германским и скандинавским легендам, это растение считалось любимым цветком троллей. По другим версиям, в связи с округлой и даже шарообразной формой цветка название было образовано либо от латинского слова trulleus, означающего «круглый сосуд», «чашка»; или старо-германского слова «troll» — «шар».
Русское название рода связано со склонностью растения к влажным местам обитания.
Во многих регионах России встречаются различные народные названия, которыми обозначают характерный для местности вид или группу видов: купава, купавница, купавка, колупаленки, жарки, огоньки, сибирская роза, авдотки, бубенчики, колотушки, колтышки, кучерская травка, балаболки.

## Ботаническое описание
Листья пальчаторазделённые или лопастные. Цветоносный побег имеет чаще всего двухгодичный цикл развития. В первый год развивается прикорневая розетка листьев. На следующий год продолжается верхушечный рост. Образуется побег, облиственный лишь в верхней трети побега и завершающийся цветком. Нижние листья цветоноса более крупные, чаще черешковые, а верхние сидячие. Нередко в пазухах этих листьев развиваются боковые побеги, каждый из которых завершается цветком. Размер таких цветков уменьшается к вершине основного побега.
В строении цветков купальниц разных видов много общего, несмотря на различия в окраске цветков. Особенно характерна общность форм цветков — от шаровидной до полуоткрытой и открытой. Цветок состоит из венчиковидного околоцветника с пятью и более (до 20) лепестковидных, ярко окрашенных жёлтых или оранжевых чашелистиков, опадающих после цветения. Иногда встречаются купальницы, переходные по цвету и форме: от зелёных к жёлтому и оранжевому цвету, с зазубренным, как у верхушечных стеблевых листьев, краем. Все части цветка купальницы расположены по спирали. Лепестки венчика видоизменены в нектарники. Они многочисленны и по сравнению с лепестковидными чашелистиками более короткие, равны им или длиннее их. Это служит признаком, отличающим один вид от другого. Нектарники по форме узкие, линейные или расширенные. У основания их находится медовая ямка — нектарник. Многочисленны тычинки и пестики, сидящие на выпуклом цветоложе. Цветки имеют слабый приятный запах. В цветках многих видов рода купальниц внутренняя полость закрыта, за исключением небольшого отверстия наверху. Благодаря такому своду пыльца хорошо защищена от повреждений росой и дождем.
Плод — листовка с носиком, раскрывающаяся вдоль внутреннего шва. Листовки собраны в шаровидное соплодие. Семена чёрные, блестящие, овальные.

## Хозяйственное значение и использование
Шарообразные цветки растения, жёлтой или оранжевой окраски, весьма декоративны, что служит причиной массового сбора дикорастущих цветов в начале лета.
Растение давно, но ограниченно, введено в культуру как декоративное. Купальницу европейскую начали культивировать в садах с конца XVI века. В середине XVIII века семена купальницы азиатской (Trollius asiaticus) в Европу для Карла Линнея прислал учёный и путешественник Эрик Лаксман, живший и работавший в то время в Сибири. Как декоративные используются преимущественно несколько крупноцветковых видов: купальница европейская (Trollius europaeus), купальница азиатская (Trollius asiaticus), купальница китайская (Trollius chinensis), купальница алтайская (Trollius altaicus), купальница Ледебура (Trollius ledebourii), на основе которых (особенно первых трёх) выведено множество садовых сортов и форм, объединяемых обычно в гибрид купальница культурная (Trollius × cultorum). Большинство современных декоративных видов и форм купальниц присутствуют в европейских садах с XIX века. Введение в культуру купальницы лиловой (Trollius lilacinus) имеет большое значение с целью выведения новых сортов купальниц холодных тонов (синих, лиловых), стойких к низким температурам. Купальницы — растения сильные и жизнеспособные и практически не повреждаются болезнями. Для лучшего состояния растений рекомендуется ранневесенняя обработка золой, подкормка азотными удобрениями при весеннем росте, а в дальнейшем надо применять комплексные удобрения. В начале цветения желательно опрыснуть растения эпином. С целью профилактики грибковых заболеваний рекомендуется осенью удалять старые отмершие листья. В редких случаях купальница может поражаться головнёй, септориозом, проникающей короткотелой нематодой (нем. Pratylenchus penetrans).
В некоторых источниках, чаще в восточной медицине, отдельные виды рассматриваются как лекарственные растения, однако необходимо учитывать, что корни всех видов купальницы ядовиты. В народной медицине Западной Сибири, Алтая, Монголии и в тибетской медицине используются купальница азиатская (Trollius asiaticus) и купальница алтайская (Trollius altaicus).
Все виды купальниц известны как медоносы. Купальницы хорошо поедаются скотом.
Имеются сведения, что ранее купальница рассматривалась как красильное растение. Цветки купальницы азиатской в XIX веке использовались для приготовления текстильной краски жёлтого цвета. В середине XX века Ботаническим институтом АН СССР предлагались методы получения из цветков купальницы азиатской жёлтого красителя для пищевых жиров.

## Классификация

### Таксономия
Trollius L., 1753, Sp. Pl. : 556
Род Купальница относится к семейству Лютиковые (Ranunculaceae) порядка Лютикоцветные (Ranunculales). Таксономическая схема в соответствии с Системой APG IV по состоянию на июнь 2024 года:
|  |                                      |  |                                   |                                   |                     |  | ещё 6 семейств |             |                |                                                             |
|  |                                      |  |                                   |                                   |                     |  |                |             |                | 40 подтвержденных видов и 18 видов, ожидающих подтверждения |
|  |                                      |  |                                   | порядок Лютикоцветные             |                     |  |                |             | род Купальница |                                                             |
|  |                                      |  |                                   | порядок Лютикоцветные             |                     |  |                |             | род Купальница |                                                             |
|  | отдел Цветковые, или Покрытосеменные |  |                                   |                                   | семейство Лютиковые |  |                |             |                |                                                             |
|  | отдел Цветковые, или Покрытосеменные |  |                                   |                                   |                     |  |                |             |                |                                                             |
|  |                                      |  | ещё 63 порядка цветковых растений | ещё 63 порядка цветковых растений |                     |  |                | ещё 53 рода | ещё 53 рода    |                                                             |
|  |                                      |  |                                   | ещё 63 порядка цветковых растений |                     |  |                |             | ещё 53 рода    |                                                             |

### Виды
На территории России и сопредельных стран произрастает около 20 видов, встречающихся главным образом в Сибири и на Дальнем Востоке, отдельные виды присутствуют в Европейской части.
- Trollius acaulis Lindl. — Купальница бесстебельная
- Trollius afghanicus Hedge & Wendelbo — Купальница афганская
- Trollius altaicus C.A.Mey. — Купальница алтайская
- Trollius apertus Perfil. ex Igoschina — Купальница открытая
- Trollius asiaticus L. — Купальница азиатская
- Trollius buddae Schipczinshy
- Trollius chartosepalus Schipcz. — Купальница бумажночашелистиковая
- Trollius chinensis Bunge — Купальница китайская
- Trollius citrinus Miyabe
- Trollius dschungaricus Regel — Купальница джунгарская
- Trollius europaeus L. typus[1] — Купальница европейская
- Trollius farreri Stapf — Купальница Фаррери
- Trollius hondoensis Nakai
- Trollius hybridus hort. — Купальница культурная
- Trollius ilmenensis Sipliv.
- Trollius komarovii Pachom. — Купальница Комарова
- Trollius kytmanovii Reverd. — Купальница Кытманова
- Trollius laxus Salisb. — Купальница рыхлая
- Trollius ledebourii Rchb. — Купальница Ледебура
- Trollius lilacinus Bunge
- Trollius macropetalus F.Schmidt
- Trollius membranostylis Hultén
- Trollius micranthus Hand.-Mazz.
- Trollius pumilus D.Don — Купальница карликовая
- Trollius ranunculinus (Sm.) Stearn — Купальница лютиковая
- Trollius ranunculoides Hemsl.
- Trollius rebunensis Kadota
- Trollius riederianus Fisch. & C.A.Mey. — Купальница Ридера
- Trollius sajanensis (Malyschev) Sipliv. — Купальница саянская
- Trollius shinanensis Kadota
- Trollius sibiricus Schipcz. — Купальница сибирская
- Trollius sikkimensis (Brühl) Dorosz.
- Trollius soyaensis Kadota
- Trollius taihasenzanensis Masam.
- Trollius teshioensis Kadota
- Trollius uniflorus Sipliv.
- Trollius vaginatus Hand.-Mazz.
- Trollius vicarius Sipliv.
- Trollius vitalii Stepanov — Купальница Виталия
- Trollius yunnanensis Ulbr.